# Service spécial des communications de l’État ukrainien
Le Service spécial des communications de l’État ukrainien (en ukrainien : Державна служба спеціального зв'язку та захисту інформації України) est le nom donné au service de sécurité de l'État ukrainien. Le service est un organe spécialisé du pouvoir exécutif central dans le domaine de la protection spéciale des communications et de l'information, qui relève du secteur de la défense et de la sécurité, il est spécialisé en cybersécurité. Le directeur actuel est le général Youriy Chtchyhol.

## Historique
Il est dirigé et coordonné par le Cabinet des ministres de l'Ukraine et contrôlé par la Verkhovna Rada d'Ukraine ; il est subordonné et contrôlé par le président de l'Ukraine.
Il est le successeur du DSTSZI du Service de sécurité d'Ukraine (1998—2006).

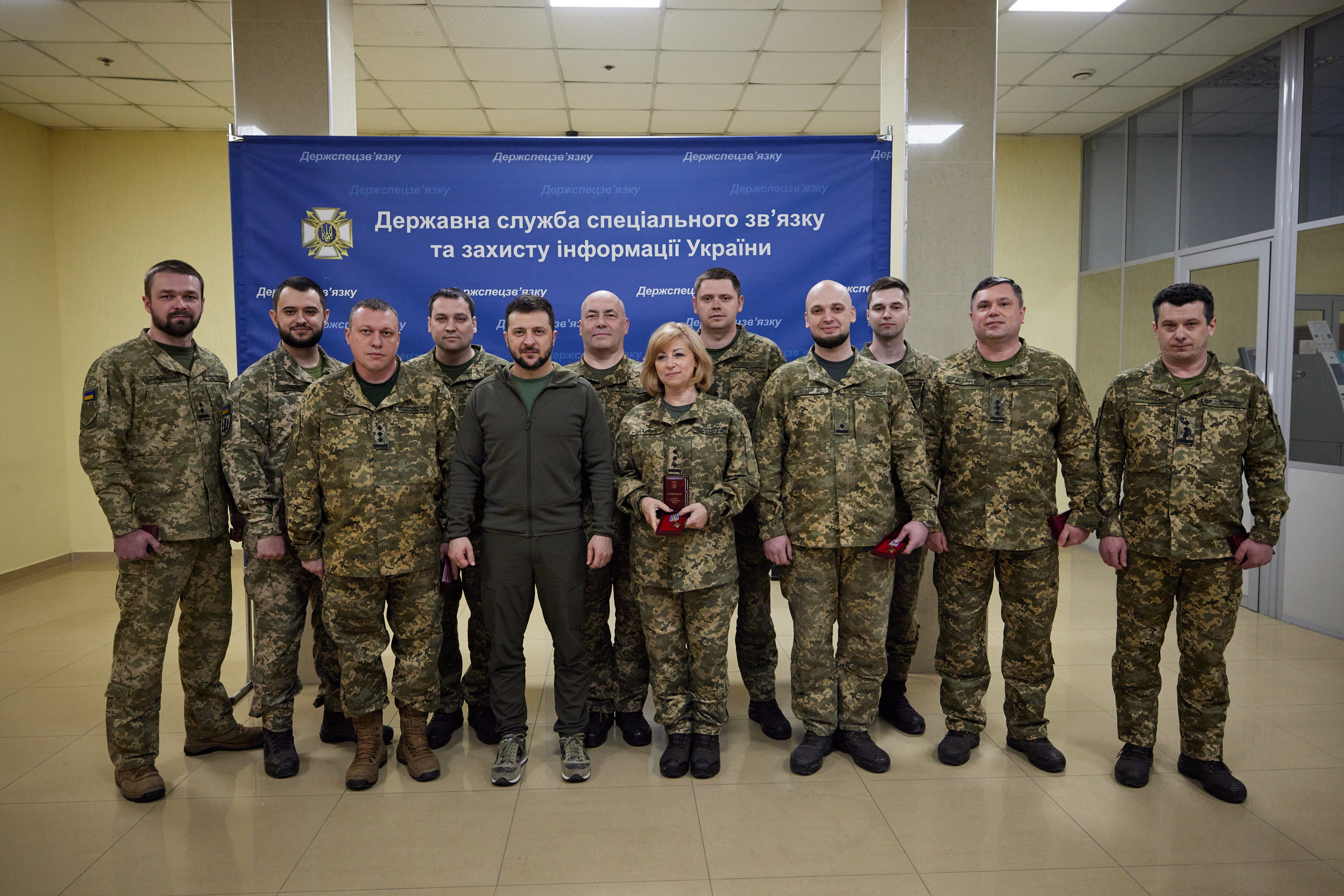
Membres du service en avril 22 lors d'une remise de médailles par le Président.

## Direction

### Structure actuelle
Surveillance des radio et télécommunications, ukrainien : Концерн радіомовлення, радіозв'язку та телебачення ; des communications entre les différentes agence et offices du pouvoir. Un école de sensibilisations pour les institutions et leurs agents à la cyber-sécurité. Une branche pour les entreprises. Un institut de recherche et un regroupement pour les volontaires.